# Douglas XFD
Douglas XFD là một loại máy bay tiêm kích hai tầng cánh trang bị cho tàu sân bay, đây là máy bay tiêm kích đầu tiên do Douglas Aircraft Company chế tạo.

## Phát triển
XFD được thiết kế theo Chỉ tiêu kỹ thuật số 311 do Cục hàng không ban hành, yêu cầu về một máy bay tiêm kích hai tầng cánh hai chỗ trang bị cho tàu sân bay. Ngày 30/1/1932, Hải quân đã đặt mua XFD, Vought XF3U, và Curtiss XF12C để thử nghiệm. XFD được làm từ kim loại trừ vải bao ngoài. Trang bị động cơ Pratt & Whitney Wasp, bay lần đầu tháng 1/1933. Hải quân đánh giá thử nghiệm XFD từ ngày 18/6/1933 đến ngày 14/8/1934. Hiệu năng của XFD tốt, nhưng hải quân ngừng sử dụng máy bay tiêm kích hai chỗ nên nó không được đặt hàng.

## Tính năng kỹ chiến thuật
Dữ liệu lấy từ Angelucci, 1987. các trang 182–183

### Đặc điểm riêng
- Tổ lái: 2
- Chiều dài: 25 ft 4 in (7,72 m)
- Sải cánh: 31 ft 6 in (9,60 m)
- Chiều cao: 11 ft 1 in (3,37 m)
- Diện tích cánh: 295 ft2 (27,40 m2)
- Trọng lượng rỗng: 3.227 lb (1.464 kg)
- Trọng lượng có tải: 4.672 lb (2.119 kg)
- Động cơ: 1 động cơ piston Pratt & Whitney R-1535-64, công suất 700 hp

### Hiệu suất bay
- Vận tốc cực đại: 208 mph (335 km/h)
- Vận tốc hành trình: 170 mph (274 km/h)
- Tầm bay: 576 dặm (927 km)
- Trần bay: 23.700 ft (7.224 m)
- Vận tốc lên cao: 1.670 ft/phút (8,48 m/s)

### Vũ khí
- 3 súng máy 7,63 mm
- Bom 500 lb (230 kg)

### Máy bay có tính năng tương đương
- Vought XF3U